# Havenwijk-Noord
Havenwijk-Noord is een woonbuurt in de Nederlandse stad Leiden, die deel uitmaakt van district Binnenstad-Noord.